# Климовский специализированный патронный завод
Климовский специализированный патронный завод (КСПЗ) — предприятие, выпускающее боеприпасы и оружие, находится в городе Подольске (микрорайон Климовск) Московской области.
АО «КСПЗ» является стратегически важным предприятием Российской Федерации в производстве продукции военного назначения.

## История
В 1934 году Подольскому заводу № 17 Постановлением Президиума ЦИК СССР № 516 от 13.02.1934 для расширения патронного производства отвели земли для строительства нового завода и посёлка при нём. В июле 1936 года Государственным союзным проектным институтом № 7 была утверждена проектная документация и открыто финансирование строительства предприятия. Строительную площадку разбили южнее Подольска в двух километрах от станции Гривно, на 48 км. Московско-Курской железной дороги, в Климовском рабочем посёлке. Первоначально завод строился как филиал Подольского завода № 17 и получил название Новоподольский. В декабре 1936 года заводу присвоен номер 188.
По проекту ввод завода в эксплуатацию был запланирован на 1 января 1939 года, однако предприятие официально сдали на несколько месяцев раньше — 1 октября 1938 года. А продукцию ряд цехов выпускал ещё задолго до этой даты. В конце 1930-х годов завод № 188 освоил полный цикл производства самых востребованных в армии винтовочных 7,62×54R и пистолетных 7,62×25 боеприпасов. К 1941 году завод начал изготавливать пиротехнические составы и, помимо этого, ещё шесть типов патронов калибров 7,62 мм и 12,7 мм.
В январе 1940 года предприятие было выделено из состава завода № 17 и стало самостоятельной промышленной единицей.
Началась Великая Отечественная война. В середине июля 1941 года в Наркомате вооружения приняли решение о подготовке плана эвакуации завода № 188 в Новосибирск. Первый эшелон с рабочими и инженерами предприятия был отправлен из Подмосковья 30 июля. Но основное производство в Климовске (к тому времени рабочий посёлок получил статус города) пока продолжало свою работу.
К октябрю на заводе была демонтирована значительная часть оборудования, первый эшелон с которым отправился в Новосибирск 19 октября 1941 года. Предприятие в Климовске после эвакуации получило название Климовского филиала завода № 188. Выпуск патронов на нём был прекращён, оставшееся оборудование законсервировано, а цеха фактически превратились в склады. В заводском гараже организовали ремонт армейских автомобилей, танкеток и танков.
В декабре 1941 года, после того как враг был отброшен от Москвы, по заданию Государственного комитета обороны (ГКО) подмосковный филиал завода № 188 начал возрождаться, восстанавливать инфраструктуру. С февраля 1942 года ведётся расконсервация основных производственных цехов и монтаж в них оставшегося оборудования.
9 мая 1942 года ГКО принял решение об организации производства на площадях эвакуированных подольских заводов, а 11 мая Нарком вооружения подписал приказ об организации патронного производства в Подольске. Приказ предусматривал выпуск патронов в том числе и на площадке Климовского завода № 188, а также возвращение из Сибири части оборудования, эвакуированного в 1941 году.
В середине мая 1942 года филиал завода № 188 был преобразован в самостоятельный завод. Приказом Наркома вооружения предприятию был присвоен новый порядковый номер — 711. Численность завода в 1942 году составила 878 человек, в том числе 138 учеников и 45 инженерно-технических работников.
В июне 1944 года по приказу Наркома вооружения одно из отделений завода № 711 было выделено в самостоятельное Центральное конструкторское бюро № 3 (ЦКБ-3, позднее КБАЛ им. Л. Н. Кошкина).
1 ноября 1944 года на территории завода № 711 появился охраняемый лагерь — шестое лагерное отделение проверочно-фильтрационного лагеря № 174, который с 1943 года базировался в Подольске. Подозреваемых в предательстве военных направляли на различные работы. Вместимость лагеря — 1 000 человек.
В годы войны предприятие не только не снизило объёмы производства, а наоборот, увеличило выпуск продукции в 19 раз. За достижения в военные годы коллектив завода был награждён орденом Отечественной войны 1 степени и удостоен Красного знамени. Завод № 711 стал базовым предприятием по производству боевых патронов 7,62×39 мм.
После окончания войны завод стал производить не только военную продукцию, но и гражданскую. В 1945—46 годах на предприятии изготавливалось до сорока наименований товаров народного потребления. Среди них портфельная фурнитура, портсигары, мельхиоровые и латунные стопки, висячие замки, охотничья дробь, веретена для ткацких станков.
В 1946 году производственные площади завода № 711 переведены в подчинение особого конструкторского бюро № 44 (ОКБ-44), переведённого из города Кунцева. А само предприятие стало опытным заводом, на котором испытывались разработки ОКБ-44. При этом на заводе осталось производство различного вида патронов.
20 июля 1946 года приказом Министра вооружения СССР ОКБ-44 было реорганизовано в научно-исследовательский институт по боеприпасам для стрелково-пулемётного вооружения (НИИ-44) с конструкторским бюро и опытным заводом при нём. Этим же документом был утверждён «Устав завода № 711 при НИИ-44».
13 июля 1949 года вышел приказ Министра вооружения СССР, согласно которому опытный завод № 711 был выделен в самостоятельный патронный завод со всеми помещениями, жилыми фондами и численным составом работающих по состоянию на 1 июня 1949 года.
Но и от гражданской продукции предприятие не отказалось. В 1953—1956 годах стали изготавливать подъёмно-транспортные машины для морского флота, дизельно-компрессорные установки, моторные подогреватели, лаборатории проверки гироскопов, диффузионные насосы. В 1957 году организован выпуск портативных пишущих машинок «Зенит».
В 1960 году предприятие получило новое название — Климовский штамповочный завод (КШЗ). В то же время в период с начала 50-х до середины 60-х годов XX столетия в ряде документов упоминается ещё одно название завода — почтовый ящик № 6 (п/я 6).
В 1964 году КШЗ начинает выпуск электрокардиостимуляторов.
В 1969 году Управление капительного строительства завода (УКС КШЗ, УКС п/я 98) было выделено в отдельное предприятие — «Строительное управление № 80» (СУ-80, позднее СМУ-80, «Спецстроймонтаж № 1»).
В период с 1970 года по 1974 год на КШЗ было создано и введено в эксплуатацию комплексно-автоматизированное производство КАП «Модуль» — автоматизированное объединение в едином корпусе непрерывного производства замкнутого цикла всех технологических операций по выпуску патронов на базе автоматических линий, соединённых транспортными системами. Этот автоматизированный завод имел производственные мощности до 1 млрд автоматных патронов в год.
С 1982 по 1989 годы КШЗ осуществлял поставки оборудования, материалов и комплектующих, а также организовывал отправку специалистов для строительства учебного центра и объекта производства боеприпасов в Ливии.
В 1993 году предприятие было преобразовано в открытое акционерное общество.
В конце 1990-х годов завод фактически обанкротился, из 8 тыс. работников осталось менее 100 человек.
В 2001 году на базе ОАО «КШЗ» было создано ЗАО «Климовский специализированный патронный завод» (КСПЗ), ОАО «КШЗ» как юридическое лицо было ликвидировано. Орден Великой Отечественной войны и Красное знамя были переданы КСПЗ специальным постановлением правительства.
По данным СМИ, в начале 2000-х годов предприятие выкупил ранее судимый за убийство бизнесмен Хорхе Портилья-Сумин (по состоянию на 2014 год объявлен в федеральный розыск, в ноябре 2023 года — под судом).
В 2002 году завод был признан судом банкротом (в 2009 году по делу о преднамеренном банкротстве на два года условно был осужден экс-директор КСПЗ Виталий Мельник, возглавлявший предприятие с мая 2001 года по октябрь 2002 года).
В мае 2003 года на территории завода бесследно пропал директор завода — Евгений Рудаков, а вся бухгалтерия предприятия сгорела при пожаре.
В апреле 2006 года совет директоров завода возглавил бывший командующий внутренними войсками МВД России — замминистра внутренних дел РФ А. А. Шкирко. С 2006 года был налажен выпуск патронов и травматических пистолетов «Хорхе». Число сотрудников предприятия выросло до 1,5 тыс. На заводе создан научно-конструкторский технический центр, шло переоснащение и модернизация оборудования. По итогам 2006 года объем реализованной продукции превысил 1 млрд рублей.
В 2008 году предприятию официально было присвоено имя Юрия Андропова.
В ноябре 2008 года Правительство Российской Федерации распорядилось передать принадлежавшие государству 26 % уставного капитала (260 акций) завода госкорпорации «Ростехнологии». Однако накануне этого распоряжения предыдущие владельцы блокпакета отсудили у Росимущества 250 акций. Вернуть этот пакет в федеральную собственность Территориальное управление Росимущества пыталось через суд, но это им не удалось. В результате, в июне 2010 года Росимущество инициировало уголовное дело по факту хищения из федеральной собственности акций ЗАО «КСПЗ».
В мае 2012 года уголовное дело против неназванных бывших акционеров КСПЗ по факту хищения принадлежавших государству акций возбудило Главное управление экономической безопасности и противодействия коррупции МВД России.
В октябре 2014 года Одинцовский городской суд Московской области арестовал бывших и действующих руководителей ЗАО «КСПЗ» по обвинению в хищениях в 2010—2011 годах 200 млн руб. у предприятия под видом сдачи ему в аренду высокоточного металлообрабатывающего оборудования.
9 января 2024 года губернатор Московской области Андрей Воробьев заявил, что решением президента РФ В. Путина Климовский специализированный патронный завод будет национализирован и данный процесс уже запущен. Поводом стала авария на котельной, находящейся на территории предприятия, в результате которой 4 января в микрорайоне Климовске без отопления остались 173 многоквартирных дома.
Тогда же, в январе 2024 года, госкорпорация Ростех, являющаяся одним из акционеров предприятия, заявила о готовности взять завод под свой контроль.
В феврале 2024 года стало известно о подготовке Генпрокуратурой России иска об изъятии завода у частных акционеров в пользу государства.
14 мая 2024 года Жуковский районный суд Калужской области принял решение об изъятии у частных владельцев акций КСПЗ и передаче их в собственность государства.
30 сентября 2024 года Президентом России подписан указ о передаче госкорпорации Ростех 63,39 % акций ЗАО «КСПЗ», принадлежащих государству. Акции должны быть переданы в течение 18 месяцев. На тот момент «Ростеху» уже принадлежало 36 % акций предприятия. 
В марте 2025 года суд в Московской области заочно приговорил к 15 годам колонии, находящегося в международном розыске, экс-владельца ЗАО «Климовский специализированный патронный завод» (КСПЗ) Хорхе Портилья-Сумина.
20 июня 2025 года произошла смена организационно-правовой формы на Акционерное общество (АО КСПЗ).

## Продукция
Завод выпускает боеприпасы (патроны для стрелкового оружия) и некоторые виды малокалиберного оружия. В ассортименте представлены патроны служебные («Парабеллум», «Курц» и др.), охотничьи, малокалиберные («Рекорд», «Темп» и др.), индустриальные, травматические (9 мм Р.А.) и пневматические, а также травматические пистолеты и пневматические винтовки (PCP) Jäger.
В 2020-х Климовский завод — единственный, который делает биатлонные патроны
В 2000 году на международной оружейной выставке IWA в Нюрнберге были представлены патроны с никелированной гильзой, после чего последовал контракт на их поставку за рубеж. Позже завод приступил к производству шести модификаций патронов 7,62×39 мм с биметаллической гильзой.
Примерно в то же время появляются спортивные пистолетные патроны марки КШЗ: 9×19 мм «Парабеллум» и 9×18 «Макаров»; охотничьи винтовочные патроны калибра 5,56 «Магнум», 5,56×45 типа .223 Remington, 7,62×51 типа .308 Winchester; автоматный патрон образца 1943 года с пулей повышенной пробиваемости.
В 2011—2014 гг. КСПЗ было заключено 17 госконтрактов на сумму 21 млн руб..

## Санкции
23 февраля 2024 года предприятие было внесено в санкционный список стран Евросоюза как «выпускающее патроны для использования в различных видах оружия, используемого в Вооруженных Силах РФ». Ранее, по аналогичному основанию, предприятие попало под санкции Украины, Канады и США.

## Награды
- Орден Отечественной войны 1-й степени (1970)
- Красное Знамя